# Eugène Terre'Blanche
Eugène Ney Terre'Blanche (31 de janeiro de 1941 - 3 de abril de 2010) foi um bôer fundador do Movimento de Resistência Africâner (Afrikaner Weerstandsbeweging - AWB)  e adepto do apartheid, pregando o separatismo a fim de se criar uma "pátria de brancos". Foi assassinado em sua fazenda após uma briga com dois empregados. Uma figura importante na direita reacionária contra o colapso do apartheid, suas crenças e filosofia continuam a ser influente entre os supremacistas brancos na África do Sul e em todo o mundo.
O presidente da África do Sul Jacob Zuma classificou esse assassinato como um "ato terrível" e pediu calma para que isso não fosse aproveitado para incitar o ódio racial.

## Biografia
Antes de fundar o AWB, Terre'Blanche serviu como oficial de polícia, foi fazendeiro, e candidato mal-sucedido a um cargo local em Transvaal.
Sob Terre'Blanche, o AWB jurou a usar a violência para preservar o domínio da minoria, opondo-se quaisquer concessões oferecidas ao Congresso Nacional Africano - organização a qual os apoiantes AWB repetidamente apontavam como de marxistas terroristas - e ganhando notoriedade pelo assalto ao Kempton Park Trade Center durante negociações bilaterais em 1993.Membros leais AWB também entraram em confronto com as forças de segurança sul-Africanas na Batalha de Ventersdorp, confronto sangrento de 1991 em que a polícia abriu fogo contra uma multidão branca pela primeira vez desde o Rand Rebellion, deixando três mortos africâneres. Imediatamente antes das primeiras eleições multirraciais da África do Sul, os seguidores de Terre'Blanche estavam ligados a uma série de atentados e assassinatos visando o Partido Comunista Sul-Africano. Comandos armados do AWB mesmo participaram da tentativa de golpe de Estado em Bophuthatswana em 1994.
Terre'Blanche passou três anos em uma prisão de Rooigrond por agredir um frentista de posto de gasolina e pela tentativa de assassinato de um guarda de segurança negro por volta de 1996, sendo solto em junho de 2004. Em 3 de abril de 2010, o polêmico líder AWB foi espancado até a morte em sua fazenda em Ventersdorp, supostamente por dois de seus empregados. Os suspeitos tinham, respectivamente, 16 e 21 anos de idade. Africâneres conservadores sugeriram que a matança foi parte de um padrão maior de invasões de explorações agrícolas na África do Sul.